# 手稻車站
手稻車站（日语：／ Teine eki */?）是一由北海道旅客鐵道（JR北海道）所經營的鐵路車站，位於日本北海道札幌市手稻區，是JR北海道函館本線沿線車站之一，屬於JR北海道本社（札幌總部）的直轄範圍。
名稱源自阿伊努語的「teyne-nitat」（溼地）或「teyne-i」（濕的東西）。

## 簡介
手稻車站是石狩市、小樽市等札幌周邊衛星城市的主要進出玄關，因此車站的利用率極高，其超過萬人的每日平均旅運次數在整個北海道內排名第二，僅次於札幌車站。
包括快速列車「機場號」（エアポート）、「二世谷快車」（ニセコライナー）都有在本站停靠，且由於手稻車站西側、在往稻穗方向的半途是函館本線的車庫札幌運轉所的所在地，因此在每天清晨與半夜都可以見到為數不少的各式優等列車之返家快車（ホームライナー）或不載客回送列車在手稻進出。除此之外，手稻車站也是大部分函館本線札幌近郊區間普通列車的起迄車站。
早在1880年就由宮營幌內鐵道開始啟用的手稻車站，在剛設置時原名輕川，之間經過幾次經營單位的更改與整併後，1952年正式改為現名，並一直沿用至今。1987年日本國鐵分割民營化時，手稻車站的客運業務除了由JR北海道接收外，當時還有名義上存在的貨運站業務是由日本貨物鐵道（JR貨物）所承接，但實際上並沒有任何貨運列車的班次設定。2006年JR貨物所屬的貨運站部分正式廢站，無論是名義上還是實質上都成為客運專用的車站。

## 車站結構
2面4線島式月台（2面的月台長：135m）的地面車站，設有跨站式站房。

### 月台配置
| 月台 | 路線      | 方向 | 目的地                       | 備註                                                                                    |
| ---- | --------- | ---- | ---------------------------- | --------------------------------------------------------------------------------------- |
| 1    | ■函館本線 | 上行 | 星見、小樽、俱知安方向       | 區間快速「石狩Liner」（手稻起各站停車） 快速「機場」、「Niseko Liner」 普通列車的一部分 |
| 2    | ■函館本線 | 上行 | 星見、小樽方向               | 普通列車（待避）、此站停止營運列車                                                      |
| 2    | ■函館本線 | 下行 | 札幌、岩見澤、新千歲機場方向 | 此站折返列車的一部分                                                                    |
| 3    | ■函館本線 | 下行 | 札幌、岩見澤、新千歲機場方向 | 區間快速「石狩Liner」 快速「機場」、「Niseko Liner」 普通列車的一部分                   |
| 4    | ■函館本線 | 下行 | 札幌、岩見澤、新千歲機場方向 | 普通列車（待避）、Home Liner（只限平日運行） 此站始發列車、此站折返列車的一部分         |

## 相鄰車站
北海道旅客鐵道（JR北海道）
■函館本線
■臨時特急「特急新雪谷」
小樽（S15）－手稻（S07）－札幌（01）
□Home Liner（只限平日運行）
手稻（S07）－札幌（01）
□快速「機場」
小樽築港（S13）－手稻（S07）－琴似（S03）
■「Niseko Liner」
稻穗（S08）－手稻（S07）－琴似（S03）
■普通
稻穗（S08）－手稻（S07）－稻積公園（S06）

### 曾經存在的路線
輕石軌道
輕石軌道線
輕川－新川